# Joseph Silbermann
Pour les articles homonymes, voir Silbermann.
Joseph Silbermann est un homme politique français né le 14 juillet 1875 à Spechbach-le-Haut (Haut-Rhin) et décédé le 20 septembre 1955 dans la même localité.
Propriétaire et agriculteur, il est maire de Spechbach-le-Haut, conseiller d'arrondissement en 1921 et conseiller général en 1922. Il est député du Haut-Rhin de 1924 à 1928, inscrit au groupe de l'Entente républicaine démocratique. 

## Sources
- « Joseph Silbermann », dans le Dictionnaire des parlementaires français (1889-1940), sous la direction de Jean Jolly, PUF, 1960 [détail de l’édition]
- Alphonse Irjud, « Joseph Henri Sébastien Silbermann », in Nouveau dictionnaire de biographie alsacienne, vol. 35, p. 3643